# Spowa

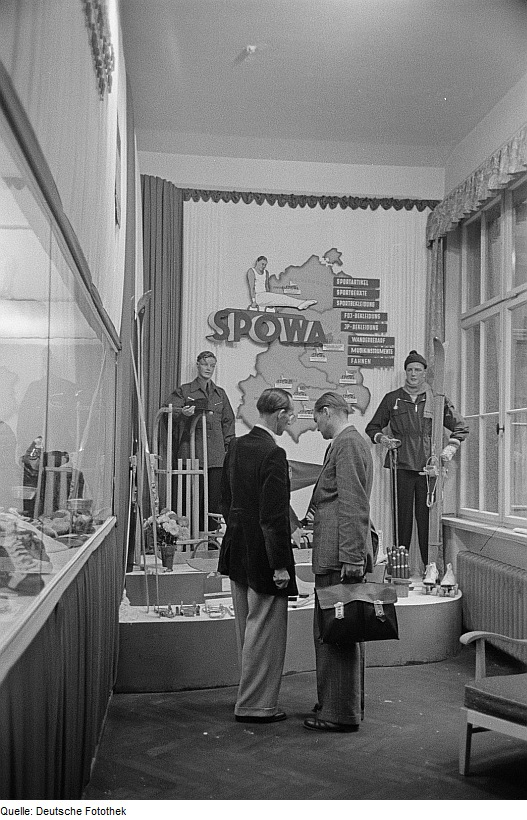
SPOWA-Messestand auf der Leipziger Herbstmesse 1951

SPOWA war die volkstümliche mundartliche Bezeichnung für Sportgeschäfte oder von Sportfachabteilungen in Großkaufhäusern der DDR.

## Geschichte
In jeder größeren Stadt der DDR gab es diese Sportgeschäfte. Als SPOWA wurden auch Fachabteilungen oder Fachgeschäfte bezeichnet, auch wenn sie unter anderem Namen firmierten. Einige Sportgeschäfte haben den Titel übernommen oder sich dahingehend umbenannt.
Die Herkunft des Namens ist offen. Vermutet wird die Bezeichnung als Abkürzung für „Sportwaren“  oder als ein Akronym von „Sport- und Wanderartikel“, da neben Sportausrüstung aller Art auch Campingartikel verkauft wurden. Im allgemeinen Sprachgebrauch wurden auch entsprechende Fachabteilungen der HO so bezeichnet.
Die SPOWA waren an die Handelsorganisation der DDR angeschlossen. Viele SPOWA sind heute Sportfachgeschäfte, in einigen Städten haben sie den traditionellen Namen beibehalten.